# Летњи улични ерски кабаре
Летњи улични ерски кабаре је дводневна манифестација која се одржава од 2008. године, на улицама Чајетине и Златибора, у организацији општине Чајетина, Библиотеке „Љубиша Р. Ђенић” и Туристичке организације Златибор. У оквиру ове манифестације као афирмација кратке форме, расписује се и Међународни конкурс за најбољи афоризам.

## Ерски хумор
Живот људи златиборске регије у специфичним и суровим економским, друштвеним, привредним и историјским условима опстанка, био је одувек тежак. Начин живота али и само поднебље, утицали су на обликовање карактера, менталитета и физичких особина становништва овог краја. То су људи интелектуално особени захваљујући бистрини ума и живом духу, мирни и простодушни али у сталној и суровој борби за опстанак научени својеврсној мудрости, пронициљивости, речитости, досетљивости и виспрености.
То стање духа има и свој специфични израз у ерском хумору који је истинска друштвена и културна посебност људи овог краја а који на шаљив начин жигоше све девијације друштва, критички се обрачунава са властодршцима, свештеницима, трговцима, учитељима и новотаријама које би требало да им унапреде живот, што представља истински доказ супрематије народног духа. Ову особину уочили су многи путописци и истраживачи, путујући овим крајевима, а касније се тим „феноменом” бавило неколико научних радника и сакупљача „ерских мудролија”, што му даје на значају, значењу, традицији, стварајући трајни траг у културној баштини српског народа.

## Нематеријално културно наслеђе
Билиотека „Љубиша Р. Ђенић” у сарадњи са Општином Чајетина предложила је ерски хумор за упис у Национални регистар нематеријалног културног наслеђа. Одлуком Националног комитета за нематеријално културно наслеђе Републике Србије, од 18. јуна 2012. године, уписан је у Регистар нематеријалног културног наслеђа Републике Србије при Етнографском музеју у Београду, под инвентарним бројем 15. 

## Учесници по годинама
- 2008.[3]

Ерски хумор у извођењу глумаца аматера из Чајетине (Душан Тмушић и Жарко Божанић),
„Срце”, Народно позориште Ужице,
Кабаре Горана Султановића,
„Ах како сам паметан“, Миленко Павлов.
- 2009.

„Ерске мудролије”, глумци аматери из Чајетине,
Кабаре Владана Савића „Како разумети Србе”,
Шоу Горице Поповић,
„Путуј Европо”,  Горан Султановић.
- 2010.

„Ерске мудролије”, глумци аматери из Чајетине,
„Мушица”, ренесансна еротска комедија,
„О какав диван дан”, Весна Пећанац,
„Ковачи”, комедија, Пулс театар Лазаревац,
„Титов тајни дневник”, Миленко Павлов.
- 2011.

„Ерске мудролије”, глумци аматери из Чајетине,
Француска снаја, комедија,
Кабаре Горана Султановића,
Нишка кабаришка, Народно позориште Ниш.
- 2012.[4]

„У ординацији”,  глумци аматери из Чајетине и Народног позоришта Ужица,
„Последња шанса”, Сузана Петричевић,
„У кафани”, глумци аматери из Чајетине и Народног позоришта Ужица,
„Афера кофер”, Јелена Чворовић Пауновић.
- 2013.

„Брачне и друге приче”, глумци аматери из Чајетине и Народног позоришта Ужица,
„Дивљи запад”, Народно позориште Ужице,
„Женски разговори”, Народно позориште Ужице.
- 2014.[5]

„У два чина златиборска драма са мало вести и мало реклама” – Народно позориште Ужице.
- 2015.[6]

„Смешна страна Златибора”, филм,
„Нишка Кабаришка”,  Народно позориште Ниш.
- 2016.[7][8]

„Смешна страна Златибора”, филм,
Кабаре Горана Султановића.
- 2016.

Објављивање резултата конкурса за афоризме, тема: Не таласај него гласај
„Смешна страна Златибора“, филм, режија Слободан Љубичић
Кабаре Горана Султановића
- 2017.

Објављивање резултата конкурса за афоризме, тема: Поред брига разбибрига
„Смешна страна Златибора“, филм, режија Слободан Љубичић
Кабаре Владана и Кристине Савић „Брак у ствари љубав“
- 2018.

Објављивање резултата конкурса за афоризме
„Смешна страна Златибора“, филм, сценариоСлободанСимић,режија Слободан Љубичић
Позоришна представа „Тетка“, режија Биљана Здравковић, глумци: Мирела Марјановић и Јанко Радишић
Кабаре Владана и Кристине Савић „У чему је проблем, народе мој“
- 2019.

Објављивање резултата конкурса за афоризме
„Ординација“, филм, режија Слободан Љубичић
Позоришна представа „Госпођа министарка“ – Љиљана Стјепановић